# 少年大欽差
少年大欽差是一部中國電視劇，其风格是搞笑性质。作为《九岁县太爷》的续集，保持《九岁县太爷》的主要人物关系，但主要演员只保持了吴孟达饰演的陈青云（吴孟达在本剧分饰陈青云和乾隆帝）。

## 主要演員
- 吳孟達 飾 乾隆帝/陳青雲
- 蓋麗麗 飾 陳青蓮
- 舒　暢 飾 徐　蓮
- 张　默 飾 豐紳殷德
- 曾志偉 飾 和　珅
- 小叮噹 飾 陳文傑